# Muriel (nombre)
Muriel es un nombre propio femenino que ha sido utilizado en inglés, irlandés y francés (en francés también se usa la variante "Murielle"). Muriel es una forma anglicanizada del nombre irlandés Muirgheal, que deriva de las palabras gaélicas "muir" que significa "mar", y "geal" que significa "brillante". Por otra parte, Muriel en latín significa "ángel de Junio", en árabe significa "mirra" y en hebreo significa "fragancia de Dios".
También en griego significa "morena" y en irlandés aparece como "la mujer que es reconocida"